# Megaphobema velvetosoma
Megaphobema velvetosoma é uma espécie de aranha pertencente à família Theraphosidae (tarântulas).